# Maigh Seóla

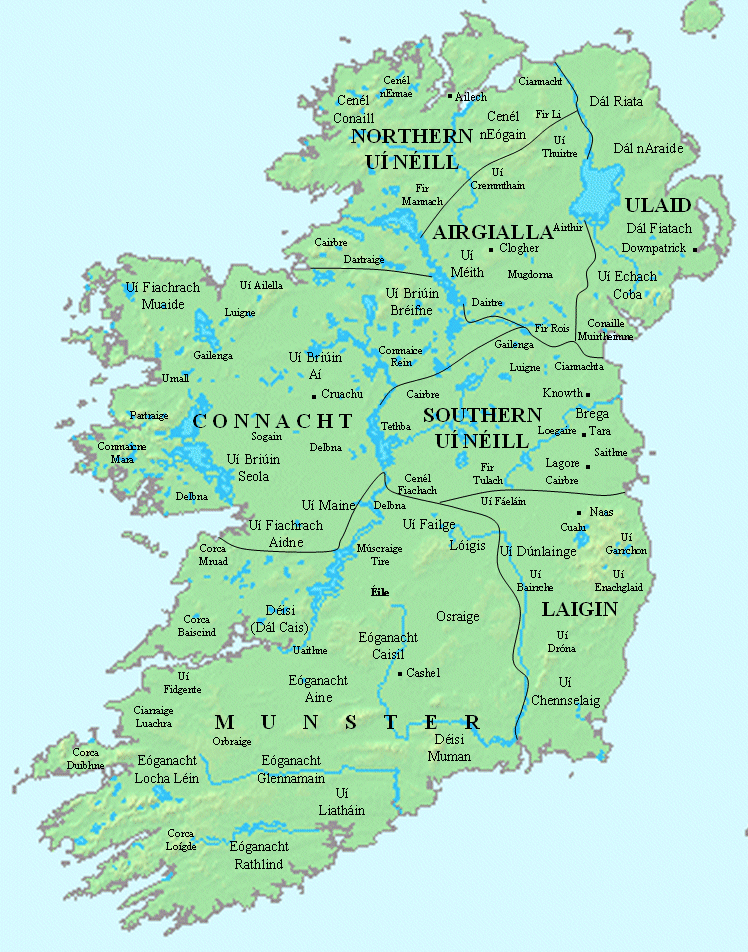
Pueblos y reinos antiguos de Irlanda, c.800

Maigh Seóla, conocida también como Hy Briuin Seola, era el territorio que incluía tierra a lo largo de la costa este del Lough Corrib en Galway, Irlanda. Estaba vinculada al este por el reino vasallo de Uí Maine de Soghain y se extendía aproximadamente del actual Clarinbridge en el sur hasta Knockmaa Hill el norte. Sus gobernantes eran los Uí Briúin Seóla y en ocasiones se les menciona en los anales con el título de "Rey de Uí Briúin" y "Rey de Connacht del sur". Los primeros reyes identificables pertenecían a la línea que dio lugar a los Clann Cosgraigh. En épocas posteriores la línea de Muintir Murchada, dirigida por la familia O'Flaherty chiefs, monopolizaría el trono.
Los Muintir Murchada se asentaban en Loch Cime (más tarde llamado Lough Hackett) hasta que fueron empujados al oeste del Lough Corrib por la invasión normanda de los de Burgo en Connacht en el siglo XIII. Según el historiador del siglo XVII Ruaidhrí Ó Flaithbheartaigh, Maigh Seóla fue considerado parte de Iar Connacht antes de la invasión normanda de Connacht en el siglo XIII. Después de que la casa de Burgo / Burke se establecieran en Maigh Seola el término Iar Connacht se utilizó para denominar únicamente el territorio de los O'Flahertys al oeste de Lough Corrib y Lough Mask.

## Reyes de Maigh Seóla
- Donn mac Cumasgach, m. 752
- Connmhach Mór mac Coscraigh, m. 846
- Maelan mac Cathmogha, m. 848
- Murchadh mac Maenach, m. 891
- Cléirchén mac Murchadh, m. 908
- Urchadh mac Murchadh, m. 943
- Donnchadh mac Urchadh, m. 959
- Murchad mac Flann mac Glethneachan, m. 973
- Ruaidhrí mac Coscraigh, m. 992
- Maelcairearda, m. 993
- Brian mac Maelruanaidh, murió 1003
- Muireadhach ua Flaithbheartach, m. 1034
- Murchadh an Chapail Ua Flaithbheartaigh, m. 1036
- Cathal mac Ruaidhri, m. 1043
- Amhalgaidh mac Cathal, m. 1075